# ハルナシェ
『ハルナシェ』（Harnasie）は、カロル・シマノフスキが作曲したバレエ音楽で、台本は彼自身とイェズィ・ルィタルドによる。作品は1幕で、序奏とエピローグからなる。初演は1935年にプラハで行われ、翌年パリで舞踏家、振付師のセルジュ・リファールによって成功を収めた時はシマノフスキの死の前年だった。ポーランドでの初演は1938年にポズナンで演奏された。